# Alfonso Font
Alfonso Font Carreras (Barcelona, 28 de agosto de 1946) es un autor de cómics español. 

## Biografía

### Inicios profesionales
La actividad profesional inicial de Alfonso Font fue pareja a la de casi todos los demás dibujantes de su generación. De formación autodidacta, comenzó realizando algún trabajo suelto para Bruguera hasta que en 1964 participó en las colecciones Hazañas del Oeste y Sioux, de Ediciones Toray.
Ingresó en agencias que distribuían sus trabajos en el extranjero: Bardon Art, en 1970; y Selecciones Ilustradas, luego. A través de esta última, realizó varias historietas sobre famosos criminales de la historia y de terror para las editoriales estadounidenses Warren Publishing y Skywald, y, con guiones de Carlos Echevarría, la serie Géminis (1974).
En 1975, como él mismo afirmó, "decide salir del cascarón y trabajar directamente con editores, Vaillant, en mi caso, para PIF". En esta y otras revistas, como Scop y Tousse Bourin, colaboró con guionistas como Patrick Cothias (Sandberg, père et fils, 1975-1977), Roger Lécureux (Les Robinsons de la Terre, 1979-1982), Jean-Michel Charlier y Víctor Mora, optando por trasladarse a Francia en 1976.

### En el boom del cómic adulto en España
Como Font seguía diciendo en 1977,

Uno empieza a dudar a estas alturas si ha nacido aquí en España o en las antípodas. Ser editado en un montón de países distintos es halagador, pero no ser editado en tu propio país es más bien frustrante.

Tal declaración sería recogida por la neonata revista Totem, la cual, a partir de su quinto número, empezaría a publicar una serie de historietas breves, de 4 páginas cada una, que el autor catalán había ido desarrollando sin encargo previo. Es esta una época de reivindicaciones laborales, en la que participa activamente en el Club DHIN, el Manifiesto del 76 o los intentos de crear un Sindicato para defender los intereses de los profesionales. En 1978, se unirá al denominado Taller Premiá de Carlos Giménez, Víctor Mora, y Adolfo Usero, que editaban la revista La Calle. En uno de sus escasos trabajos en grupo, realiza el entintado de Tequila Bang! contra el club Tenax, mientras que Carlos Giménez se encarga de la planificación y los fondos y Adolfo Usero del dibujo a lápiz. 
En 1980 creó sus primeras series como autor completo: Historias negras para Creepy y Cuentos de un futuro imperfecto para la revista 1984. En esta última serie nació una estrafalaria pareja de aventureros espaciales, Clarke & Kubrick, cuyas aventuras aparecieron después en Rambla y Cimoc. De esta época son también las series El prisionero de las estrellas (Cimoc; historia luego proseguida en El paraíso flotante) y Las aventuras de Federico Mendelssohn Bartholdy, parodia de los tópicos del cómic de aventuras en formato similar a una tira de prensa, publicada también en Cimoc. Su siguiente trabajo fue Carmen Bond (A tope, 1985).

### Trabajo posterior
A mediados de la década de los ochenta, ya con una importante obra en el terreno de la ciencia ficción, Alfonso Font optó por hacer su primera incursión en el género de aventuras con la serie Jann Polynesia, muy influenciada por la narrativa de autores como Jack London o Robert Louis Stevenson. La historieta pasó después a llamarse Jon Rohner, marino. En 1987 creó una nueva heroína, Taxi y, poco después, realizó Privado, su personal homenaje a la serie negra.
En 1994 colaboró con el guionista Juan Antonio De Blas en la realización de Negras tormentas, y en 1995 inició en solitario la historieta de aventuras medievales Bri D'Alban. Volvió a trabajar para el mercado extranjero, especialmente para la editorial italiana Bonelli, con varias historias del personaje Tex. En 1993 fue galardonado con el Gran Premio del Salón del Cómic de Barcelona.
Alfonso Font sigue activo, escribiendo y dibujando cómics. Su álbum más reciente es Aloma 1: El tesoro del Temerario, publicado en Alemania en 2018.

## Estilo e influencias
En sus obras más conocidas, Alfonso Font muestra unos "matices semihumorísticos en el dibujo", producto de la influencia que paulatinamente ejerciera sobre él Carlos Giménez, tanto gráfica como conceptualmente.

## Obra
La mayor parte de las obras de Font fueron publicadas en su momento por Norma Editorial, pero muchas están agotadas.
A partir de 2003, la editorial Glénat reeditó algunas, entre ellas Historias negras (2003), El as negro (2004), Barcelona al alba (2004) y Federico Mendelssohn Bartholdy (2007).
Planeta Cómic continuó a partir de 2008 con reediciones tales como Jon Rohner, marino (2008), Historias negras (2017), Taxi (2018) o La flor del nuevo mundo (anteriormente La epopeya de Chile) (2018).
| Años      | Título                                         | Guionista                                     | Tipo  | Publicación                                                             |
| --------- | ---------------------------------------------- | --------------------------------------------- | ----- | ----------------------------------------------------------------------- |
| 1975-1977 | Sandberg, père et fils                         | Patrick Cothias                               | Serie | Pif Gadget                                                              |
| 1979-1982 | Les robinsons de la Terre                      | Roger Lecureux                                | Serie | Pif Gadget                                                              |
| 1980-1984 | Historias negras                               | Alfonso Font                                  | Serie | "Creepy", "Cimoc"                                                       |
| 1980-1981 | Cuentos de un futuro imperfecto                | Alfonso Font                                  | Serie | "1984"                                                                  |
| 1982      | Clarke & Kubrick                               | Alfonso Font                                  | Serie | "Rambla", "Cimoc"                                                       |
| 1982      | El prisionero de las estrellas                 | Alfonso Font                                  | Serie | "Cimoc"                                                                 |
| 1985      | Jann Polynesia (después retitulado Jon Rohner) | Alfonso Font                                  | Serie | "Cimoc"                                                                 |
| 1987-1991 | Taxi                                           | Alfonso Font                                  | Serie | "Cimoc"                                                                 |
| 1992      | La epopeya de Chile                            | Enrique Sánchez Abulí                         | Album | Planeta DeAgostini, en la colección “Relatos del nuevo mundo”           |
| 1994      | Negras tormentas                               | Juan Antonio De Blas                          | Serie | "Viñetas"                                                               |
| 1997      | Bri D’alban                                    | Alfonso Font                                  | Serie | "Cimoc"                                                                 |
| 1998-act. | Tex                                            | Mauro Boselli Pasquale Ruju Giorgio Giusfredi | Serie | "Tex", "Speciale Tex", "Maxi Tex", "Almanacco del West", "Tex Magazine" |
| 2005      | Les mémoires d'un gentilhomme corsaire         | Richard Marazano                              | Serie | "Pif Gadget"                                                            |
| 2010      | Héloïse de Montfort                            | Richard Marazano                              | Serie | "Glénat"                                                                |
| 2012      | Dylan Dog                                      | Giovanni Gualdoni                             | Serie | "Dylan Dog Color Fest"                                                  |
| 2018      | Aloma 1: El tesoro del Temerario               | Alfonso Font                                  | Álbum | ERKO (Alemania)                                                         |

## Premios
La serie de Jon Rohner con el título La sangre del volcan obtuvo el Premio Haxtur en 1990 como "Mejor Historia Corta", en el Salón Internacional del Cómic del Principado de Asturias Gijón.
En 1993 Alfonso Font fue galardonado con el Gran Premio del Salón del Cómic de Barcelona por su obra completa.
En 1996 recibió el prestigioso Premio Yellow Kid en el Festival del Cómic de Lucca.